# 舊莫希利尼察
49°11′35″N 25°37′37″E / 49.19306°N 25.62694°E
舊莫希利尼察（羅馬化：Stara Mohylnytsia）是烏克蘭的村落，位於該國西部捷爾諾波爾州，由捷尔诺波尔区負責管轄，始建於1564年，面積2.82平方公里，海拔高度306米，2001年人口607。